# Christian Friedrich Rühs
Christian Friedrich Rühs, född 1 mars 1781 i Greifswald, död natten till 1 februari 1820 i Florens, var en tysk historiker. Rühs kom från Svenska Pommern, kunde svenska, och skrev den första sammanhängande svenska rikshistorien.

## Biografi
Christian Friedrich Rühs studerade i Göttingen och utbildade sig där till hävdatecknare, huvudsakligen genom umgänge med August Ludwig von Schlözer. Han utgav redan 1801 Versuch einer geschichte der religion, staatsverfassung und kultur der alten skandinavier, och Nordens, särskilt Sveriges, historia blev sedan ett av de främsta föremålen för hans forskning. Rühs flyttade snart till Greifswald, där han avslutade sina studier och 1808 blev extra ordinarie professor i historia. 
Det var i Greifswald han under Napoleonkrigen började sitt huvudverk, Geschichte Schwedens (5 delar, 1803-14), som översattes till svenska, Svea rikes historia från de äldsta tider till konung Carl XII:s död, 5 delar, huvudsakligen av Anders Magnus Strinnholm, 1823-25. Om detta historieverk skulle Erik Gustaf Geijer yttra att den var "ej blott utan jemförelse det bästa af främmande arbeten om Sverige: den är på det hela inom oss och af oss sjelfva ännu oöfverträffad". 
Bland Rühs övriga skrifter från samma skede kan nämnas Erinnerungen an Gustav Adolf (1806), Finnland und seine bewohner (1809) samt översättningar av Carl Gustaf af Leopolds brev över Sverige (1804), Gustav III:s skrifter, strödda prosaskrifter av Leopold med mera - Rühs ansåg svenska såsom sitt andra modersmål. 1810-11 företog Rühs en resa genom Sverige, egentligen för att vinna anställning där, sedan Greifswalds universitet till följd av den franska ockupationen tvingats upphöra. Men oförmodat kallades han, på grund av Wilhelm von Humboldts bemödanden, 1810 till professor i historia vid det nybildade universitetet i Berlin, där han 1817 även blev kunglig preussisk rikshistoriograf och medlem av vetenskapsakademien. Bland de skrifter han där offentliggjorde kan framför allt nämnas Die Edda, nebst einer einleitung über nordische poesie und mythologie (1812) och Über den ursprung der isländischen poesie aus der angelsächsischen (1813), i vilka Rühs med stor lärdom och betydande skarpsinne bröt vägen för nya och mer vetenskapliga åsikter i fråga om Eddans myter och den isländska litteraturens samband med den äldre medeltidens odling i England och det övriga Europa. 
Genom dessa skrifter, vilka av danska och svenska lärda ansågs som i hög grad kätterska och underhaltiga, råkade Rühs i polemik med P. E. Müller, Rasmus Rask, Lorenzo Hammarsköld med flera. I Sverige var det då endast Peter Adam Wallmark som i sitt inträdestal i Vitterhetsakademien ställde sig på Rühs sida. Rühs utgav för övrigt från Berlin Die vereinigung Pommerns mit der preussischen monarchie (1815), Handbuch der geschichte des mittelalters (1816), Das verhältniss Holsteins und Schleswigs zu Deutschland und Dänemark (1817), Über das studium der preussischen geschichte (s. å.) med mera. 
De sista åren av hans levnad var han sjuk, och han avled under en av hälsoskäl företagen resa till Italien. Efter hans död utkom Ausführliche erläuterung der ersten zehn capitel der schrift des Tacitus über Deutschland (1821) och Über das schicksal der schönen redekunste in Schweden (s. å.).
Om Rühs stora betydelse för svensk historieskrivning har bland andra Ludvig Stavenow skrivit (Nord. tidskr.5’ 1918).